# Rue As Rattes
La rue as Rattes (en français: rue aux Rats) est une rue de la commune de Tournai dans le quartier Notre-Dame.
C'est dans cette rue que naquit l'artiste Louis Gallait pour qui fut rebaptisée cette rue. Elle porte actuellement son nom.

## Origine du nom
Hoverlant relie la proximité de la grande boucherie et de la triperie à la présence des rats suffisamment nombreux pour empreindre l'odonyme.

## Autre désignation
Rue Gallait